# 조르주 코라파스

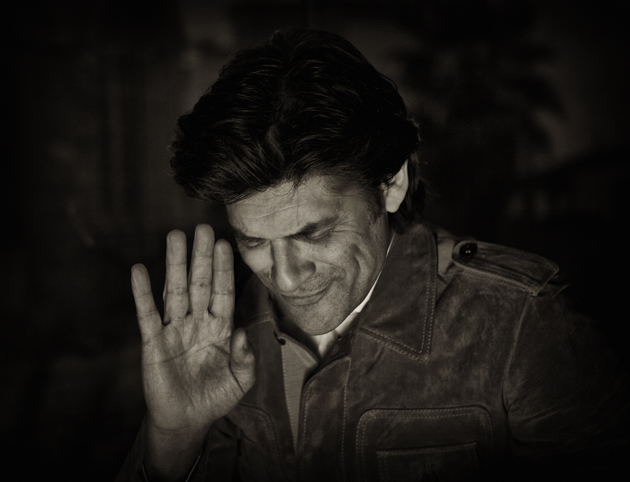

조르주 코라파스(프랑스어: Georges Corraface, 1952년 12월 7일 ~ )는 그리스계 프랑스안 배우이다.
파리에서 그리스인 부모에게서 태어났다. 그리스어 이름은 요르고스 호라파스(Γιώργος Χωραφάς)이다.

## 영화
- 자무 (2016년)
- 롤로 (2015년)
- 조이 앤 소로우 오브 더 바디 (2012년)
- 파파도포울로스 & 쏜즈 (2012년)
- 여배우에 관한 모든 것 (2009년)
- 터치 오브 스파이스 (2003년) - 중년 파니스 역
- 토 타마 (2001년)
- 페퍼민트 (1999년)
- 온리 러브 (1998년)
- 러브, 매스 앤 섹스 (1997년)
- I sfagi tou kokora (1996년)
- LA 탈출 (1996년)
- 에스페란자의 비밀 (1994년)
- 패션 투르카 (1994년)
- 적과 흑 (1993년)
- 크리스토퍼 콜럼버스 (1992년)
- 소팽의 연인 (1991년)
- 솔로몬의 딸 (1991년)
- 더 벙커 (1981년)